# Prémio Pulido Valente Ciência
O Prémio Pulido Valente CIência foi criado conjuntamente pela Fundação para a Ciência e a Tecnologia (FCT) e pela
Fundação Professor Francisco Pulido Valente para distinguir anualmente o trabalho de um investigador com menos de 35 anos.

## Premiados
- 2017 - Ana Filipa Barata Duarte Guedes  com o artigo Atomic Force Microscopy as a tool to evaluate the risk of cardiovascular disease in patients publicado na Nature Nanotechnology[2]
- 2016 - Roksana Maria Pirzgalska  com o artigo Sympathetic Neuro-adipose Connections Mediate Leptin-Driven Lipolysis, publicado na revista CELL[3]
- 2015 - Bahtiyar Yilmaz com o artigo Gut microbiota elicits - a protective immune response against malaria transmission publicado na revista Cell [4]
- 2014 - João Vinagre com o artigo Frequency of TERT promoter mutations in human cancers publicado na Nature Communications[5]
- 2013 - Tiago  Alexandre Ramos Teixeira de Sousa Santos com o artigo Polymeric Nanoparticles to Control the Differentiation of Neural Stem Cells in the Subventricular Zone of the Brain escrito em parceria e publicado por ACS Nano (2012, 6(12):10463-10474)[6][7]
- 2012 - Ana Rosa Ribeiro com o artigo Correlation between the microstructure and mechanical state of a Sea'Urchin ligament, publicado na revista PlosOne vol.6 de 2011[8]
- 2011 - Sandro Alves com o artigo Silencing ataxin-3 mitigates degeneration in a rat model of Machado–Joseph disease: no role for wild-type ataxin-3? (Oxford University Journal - Vol. 19 issue 12 - 2010)
- 2010 - Andreia Cruz com o artigo Pathological role of interleukin 17 in mice subjected to repeated BCG vaccination after infection with Mycobacterium tuberculosis (Journal of Experimental Medicine - 12 de julho de 2010).
- 2009 - Ana Silva com o artigo PTEN posttranslational inactivation and hyperactivation of the P13K/Akt pathway sustain primary T cell leukemia viability (Jounal of Clinical Investigation, 118:3762-3774 - 2008)
- 2008 - Rita Costa com o artigo Transthyretin protects against A-Beta peptide toxicity by proteolytic cleavage of the peptide: A mechanism sensitive to the Kunitz protease inhibitor (PloS One 2008, vol.3 issue 8/e2899, 1-9)
- 2007 - Margarida Almeida Santos com o artigo Notch1 engagement by Delta-like-1 promotes differentiation of B lymphocytes to antibody-secreting cells (PNAS, vol.104 no.39, 15454-15459  - 2007)
- 2006 - Inês Castro Gonçalves com o artigo Protein adsorption of 18 alkyl chains immobilized on hydroxyl-terminated self assembled monolayers (Biomaterials - 2005)
- 2005 - Íris Caramalho com o artigo Regulatory T cells selectively express Toll-like receptors and are activated by lipopolysaccharide (Journal of Experimental Medicine vol 197, no.4, 403-411 - 2003).
- 2004 - Susana Constantino Rosa Santos com o artigo Internal and external autocrine VEGF/KDR loops regulate survival of subsets of acute leukemia through distinct signaling pathways ( Blood, vol.103, No.10, 3883-3889  - 2004)
- 2003 - Cecília Rodrigues com o artigo Tauroursodeoxycholic acid reduces apoptosis and protects against neurological injury after acute hemorrhagic stroke in rats (Proceedings of the Academy of Sciences (EUA) 100, 6087-6092  - 2003).[9]